# 井村兼人
井村 兼人（いむら けんと、1994年4月30日 - ）は、日本のラグビー選手。

## プロフィール
- 京都府出身[1]。
- ポジションはプロップ(PR)。
- 身長 176cm、体重 111kg
- ニックネームはいむけん、いむ、おやじ,ひげ[2]。
- U17近畿トレセンに選ばれたことがある[3]。

## 略歴
高校からラグビーを始めた。
2013年、伏見工業高校卒業後、中央大学に入る。
2017年、中央大学卒業後、NECグリーンロケッツに加入。
2020年1月26日にジャパンラグビートップリーグ第3節キヤノンイーグルス戦に途中出場で公式戦初出場を果たす。
2020年、NECグリーンロケッツを退団した。